# Košická Nová Ves

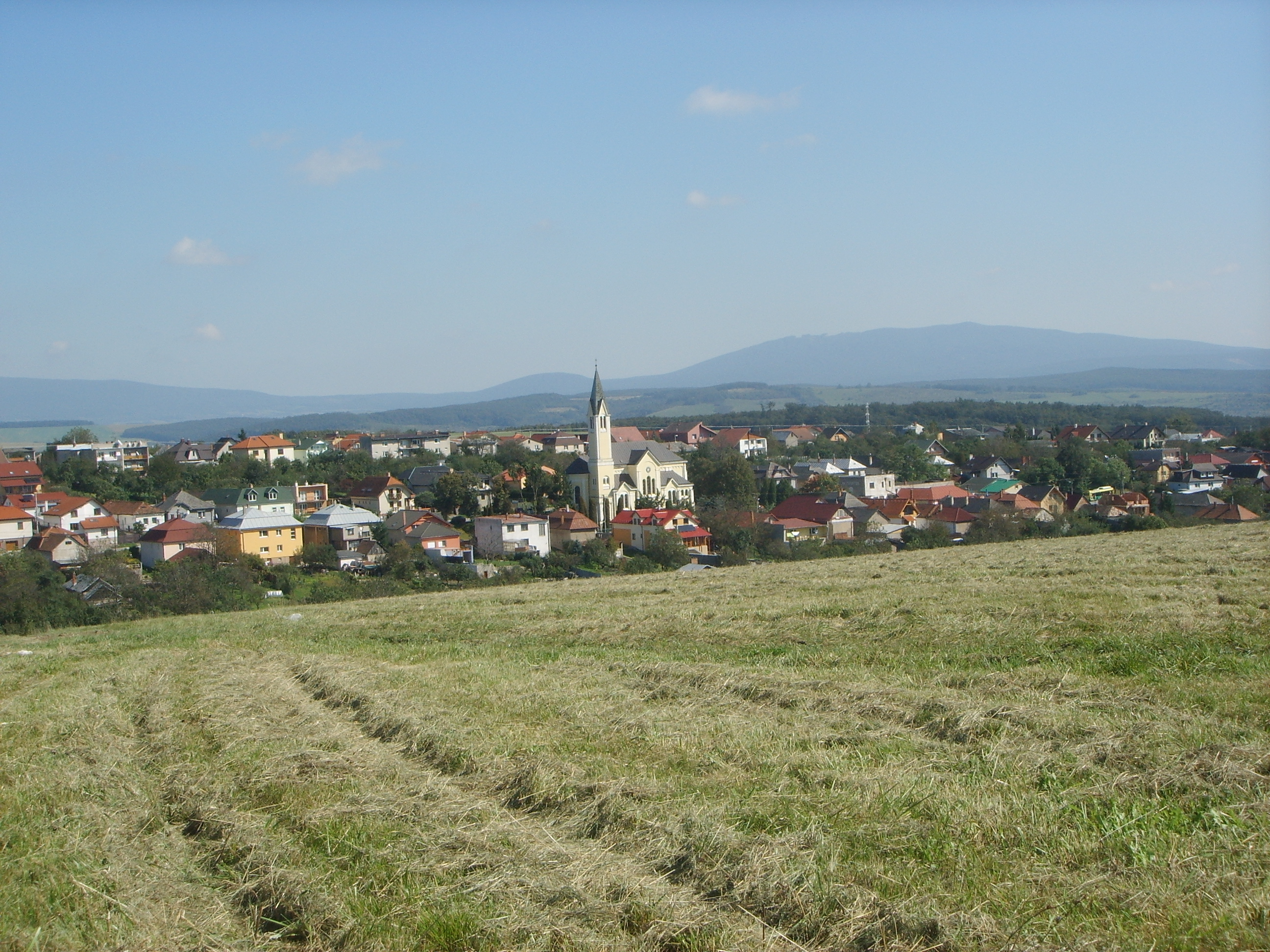

Košická Nová Ves (deutsch Neudorf, ungarisch Kassaújfalu) ist seit 1968 ein Teil von Košice, im Okres Košice III in der Ostslowakei östlich der Innenstadt.

## Allgemeines
Der Ort wurde 1297 zum ersten Mal erwähnt, im 15. Jahrhundert siedelten sich hier Deutsche an, diese wurden im Laufe der Zeit aber von den Slowaken assimiliert. Nach der Eingemeindung in die Stadt 1968 wurde er erst 1990 zum Stadtteil erhoben. Nachbargemeinden/-stadtteile sind Dargovských hrdinov im Westen, Nordwesten, Norden und Nordosten, Košické Oľšany (Katastralgemeinde Vyšný Olčvár) im Osten, Sady nad Torysou (Katastralgemeinde Zdoba) und Krásna im Südosten und Vyšné Opátske im Süden und Südwesten.

## Bevölkerung
Nach der Volkszählung 2011 wohnten im Stadtteil Košická Nová Ves 2571 Einwohner, davon 2103 Slowaken, 192 Roma, 41vMagyaren, 19 Russinen, sieben Ukrainer, sechs Tschechen, zwei Bulgaren sowie jeweils ein Deutscher und Mährer. Zwei Einwohner gaben eine andere Ethnie an und 197 Einwohner machten keine Angabe zur Ethnie.
1543 Einwohner bekannten sich zur römisch-katholischen Kirche, 102 Einwohner zur Evangelischen Kirche A. B., 101 Einwohner zur griechisch-katholischen Kirche, jeweils 29 Einwohner zur orthodoxen Kirche und zur reformierten Kirche, neun Einwohner zur apostolischen Kirche, jeweils drei Einwohner zur Bahai-Religion und zur evangelisch-methodistischen Kirche sowie jeweils ein Einwohner zu den Baptisten, zu den Siebenten-Tags-Adventisten, zu den Zeugen Jehovas, zur altkatholischen Kirche, zur jüdischen Gemeinde und zur tschechoslowakischen hussitischen Kirche. 18 Einwohner bekannten sich zu einer anderen Konfession, 257 Einwohner waren konfessionslos und bei 471 Einwohnern wurde die Konfession nicht ermittelt.